# Frontera entre la República del Congo i el Camerun
La frontera entre la República del Congo i el Camerun és la línia fronterera gairebé rectilínia que separa el nord-oest de la República del Congo del sud del Camerun a l'Àfrica Occidental. Té 523 km de longitud. Segueix el paral·lel 2º 30' del trifini república del Congo - Camerun - Gabon fins que, en l'extrem est de la frontera, segueix els cursos dels rius Ngoko i Sangha, arribant a l'altre trifini, dels dos països amb la República Centreafricana. Passa a prop d'Ouesso (Camerun) i separa ls regió Est del Camerun del departament de Sangha del Congo.

## Història
L'antiga colònia alemanya de l'Àfrica Nord Occidental Alemanya va ser presa en la Primera Guerra Mundial per Regne Unit i França. Va ser administrada conjuntament per França i el Regne Unit fins a la seva independència en 1960. El Congo francès va ser colònia francesa a partir de 1891 i va obtenir la independència en 1958. Aquests esdeveniments marquen la definició del límit.